# Правобережна вулиця (Київ)
Правобере́жна ву́лиця — вулиця в Печерському районі міста Києва, місцевості Бусове поле, Звіринець. Пролягає від Буслівської вулиці до кінця забудови поблизу вулиці Михайла Бойчука. 
Прилучаються вулиці Новоселицька і Звіринецька.

## Історія
Вулиця виникла в середині XX століття під назвою 269-та Нова вулиця. Сучасна назва — з 1944 року.

## Забудова
Активна забудова місцевості, де пролягає Правобережна вулиця, почалася у другій половині 1930-х років. У кварталі між вулицями Правобережною, Буслівською, Звіринецькою та Соловцова збудували 5 двоповерхових житлових будинків на кілька квартир, втім, знесених, у 1960-х—1980-х роках. У 1960-х роках тут зводять низку п'ятиповерхових будинків, зокрема, на вулиці Правобережній під № 6 у 1966 році побудували гуртожиток, під № 3 у 1967 році — житловий будинок за типовим проєктом Київпроєкту 1-480-19кб.